# Hostaco
Hostaco is een historisch Nederlands bromfiets- en automerk uit de jaren vijftig.

## Bromfiets
Bij Hostaco werden de Bambino-bromfietsen gemaakt. Mogelijk was er een relatie met het merk Ita, dat ook bromfietsen met de merknaam Bambino produceerde.

## Auto
De Bambino-auto van Hostaco (geassembleerd bij Alweco - ALuminium WErktuigen COnstructiebouw - in Veghel) was een driewielige dwergauto, met de motor geplaatst voor het enige achterwiel. Het ging om een in licentie gebouwde Fuldamobil. Het enige model dat in de handel kwam was de Bambino 200. Het wagentje, met een eencilinder motor van 200 cc, kon twee volwassenen en een klein kind vervoeren. Het haalde een topsnelheid van 75 km/u. De productie begon in 1955 en liep tot 1957. De Bambino Sport was een cabriolet die het bedrijf presenteerde op de RAI van 1957. Het publiek was niet geïnteresseerd, waarna men een vierwielige versie ontwikkelde. Toen bleek dat er geen bestellingen kwamen, ging het moederbedrijf verder met de fabricage van transportmiddelen en bromfietsen.
Akkermans · 
Altena · 
Anderheggen · 
Antilope · 
Arnhemsche Machinefabriek  · 
Ataf-Porata · 
Autolette · 
Bambino · 
Belcar · 
Bermuda Buggy · 
BGF · 
Boro · 
Bij 't Vuur · 
Carver · 
Citeria · 
CoTuRa · 
DAF · 
Entrop · 
EWB · 
Eysink · 
Gatso · 
Gazelle ·
Gelria ·
Groninger Motorrijtuigen Fabriek · 
Gruno · 
H.A.M. · Havas · 
Hinde ·
Konings · 
Max · 
Neerlandia · 
Netam ·
Omnia · 
Rizovari · 
Ruiter ·
Ruska · 
Simplex ·
Spyker ·
Story ·
V.L.A.M.